# Comuna Boșorod, Hunedoara
Boșorod (în maghiară: Bosoród, în germană: Bosendorf) este o comună în județul Hunedoara, Transilvania, România, formată din satele Alun, Bobaia, Boșorod (reședința), Chitid, Cioclovina, Luncani, Prihodiște, Târsa și Ursici.

## Demografie
Componența etnică a comunei Boșorod
     Români (96,18%)
     Alte etnii (0,17%)
     Necunoscută (3,65%)
Componența confesională a comunei Boșorod
     Ortodocși (84,11%)
     Penticostali (9,38%)
     Adventiști (1,18%)
     Alte religii (1,4%)
     Necunoscută (3,93%)
Conform recensământului efectuat în 2021, populația comunei Boșorod se ridică la 1.781 de locuitori, în scădere față de recensământul anterior din 2011, când fuseseră înregistrați 2.062 de locuitori. Majoritatea locuitorilor sunt români (96,18%), iar pentru 3,65% nu se cunoaște apartenența etnică. Din punct de vedere confesional, majoritatea locuitorilor sunt ortodocși (84,11%), cu minorități de penticostali (9,38%) și adventiști (1,18%), iar pentru 3,93% nu se cunoaște apartenența confesională.

## Politică și administrație
Comuna Boșorod este administrată de un primar și un consiliu local compus din 11 consilieri. Primarul, Denis-Ovidiu Perța[*], de la Partidul Social Democrat, este în funcție din 1 noiembrie 2024. Începând cu alegerile locale din 2024, consiliul local are următoarea componență pe partide politice:
|  | Partid                          | Consilieri | Componența Consiliului | Componența Consiliului | Componența Consiliului | Componența Consiliului | Componența Consiliului |
|  | ------------------------------- | ---------- | ---------------------- | ---------------------- | ---------------------- | ---------------------- | ---------------------- |
|  | Partidul Social Democrat        | 5          |                        |                        |                        |                        |                        |
|  | Partidul Național Liberal       | 3          |                        |                        |                        |                        |                        |
|  | Uniunea Salvați România         | 1          |                        |                        |                        |                        |                        |
|  | Alianța pentru Unirea Românilor | 1          |                        |                        |                        |                        |                        |
|  | Bîrlovean Sorin-Viorel          | 1          |                        |                        |                        |                        |                        |

## Atracții turistice
- Biserica de lemn "Adormirea Maicii Domnului" din satul Luncani, construcție 1803, monument istoric
- Castrul roman de la Chitid
- Castrul roman de la Luncani
- Cetatea dacică Piatra Roșie, patrimoniu UNESCO
- Rezervația naturală "Ponorici-Cioclovina", complex carstic (1,5 ha)
- Peștera "Cioclovina Uscată"
- Vârful "Tafla"
- Fântâna cu leacuri de la Bobaia

## Imagini

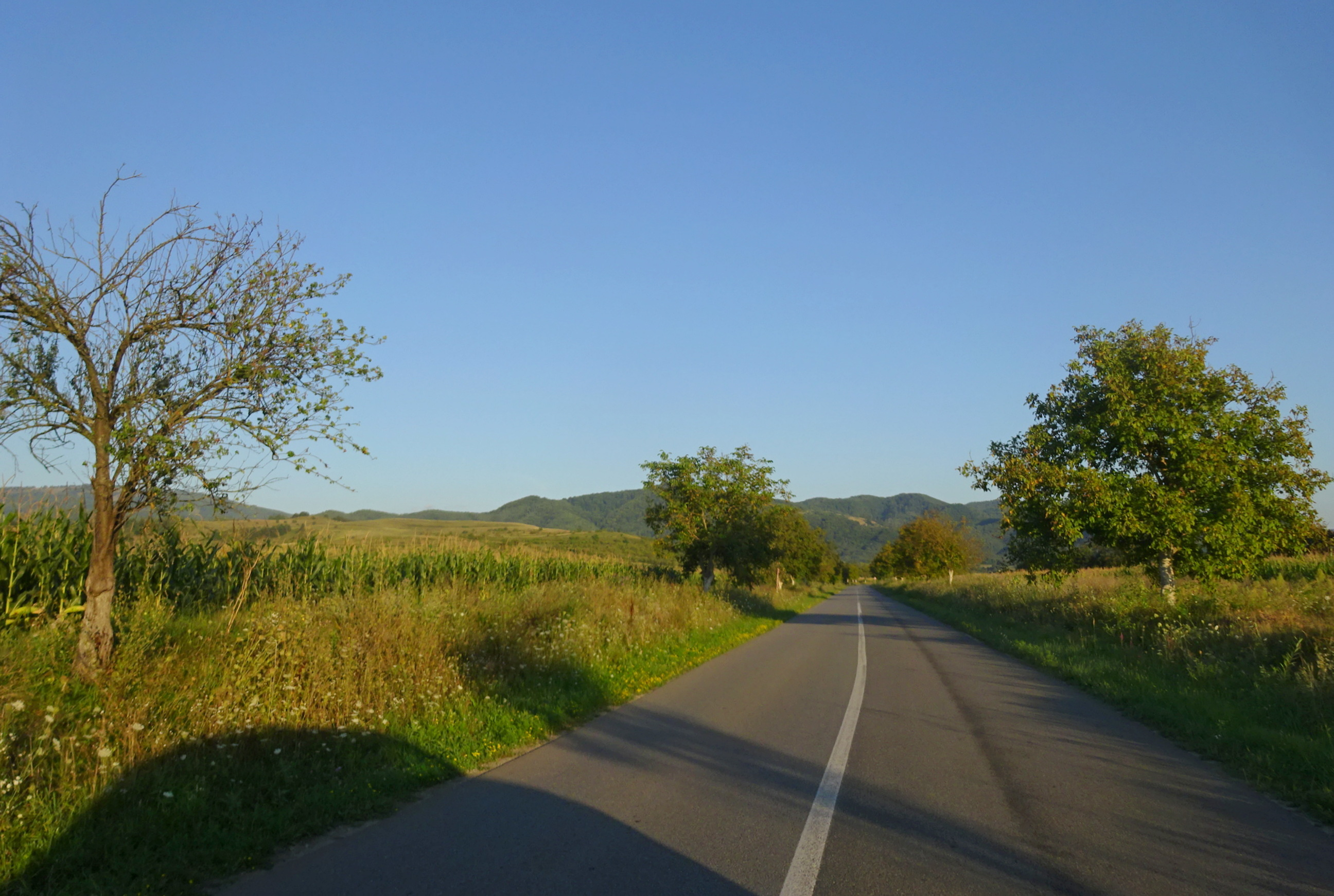
Drumul Chitid-Boșorod
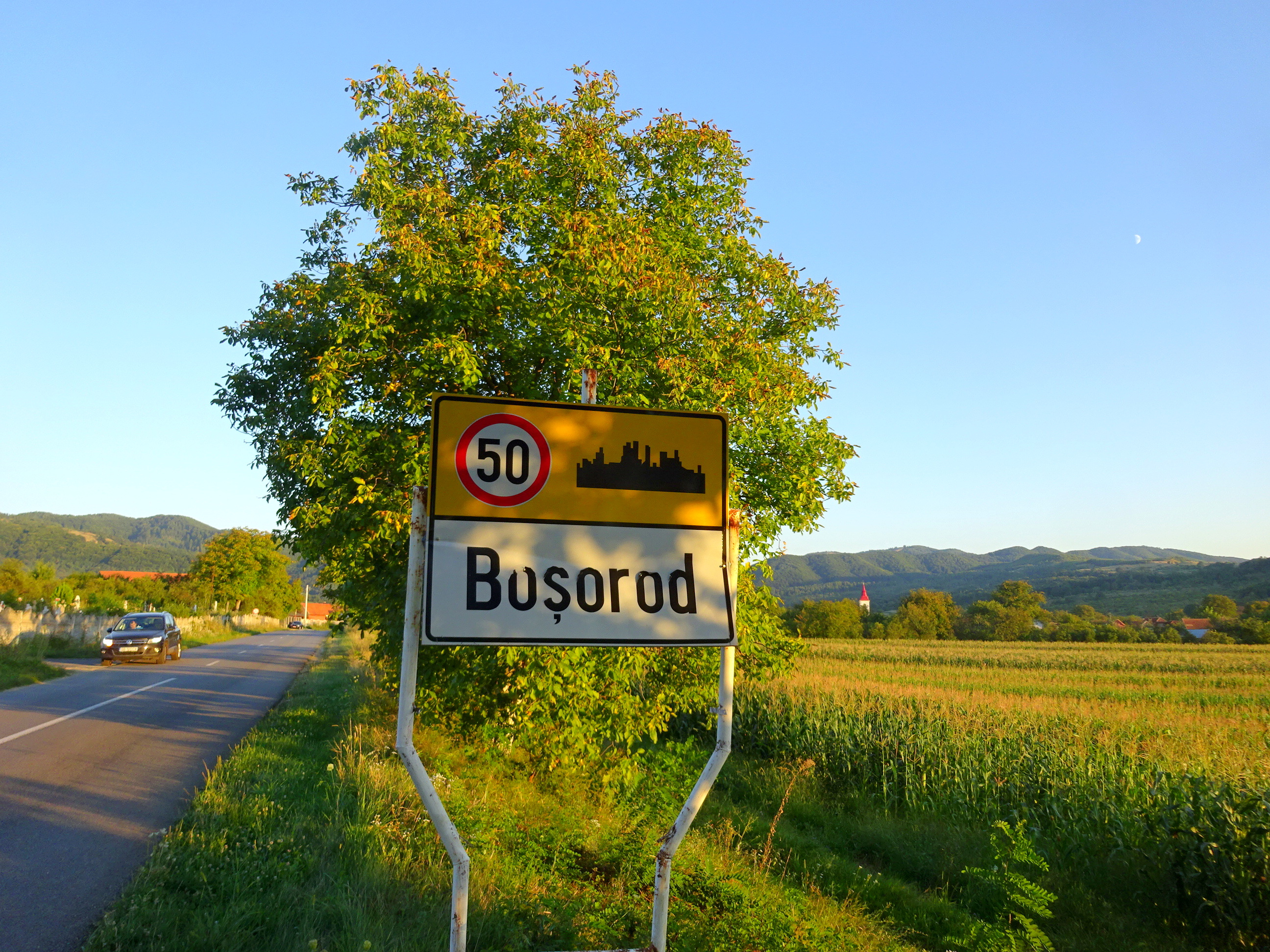
Boșorod
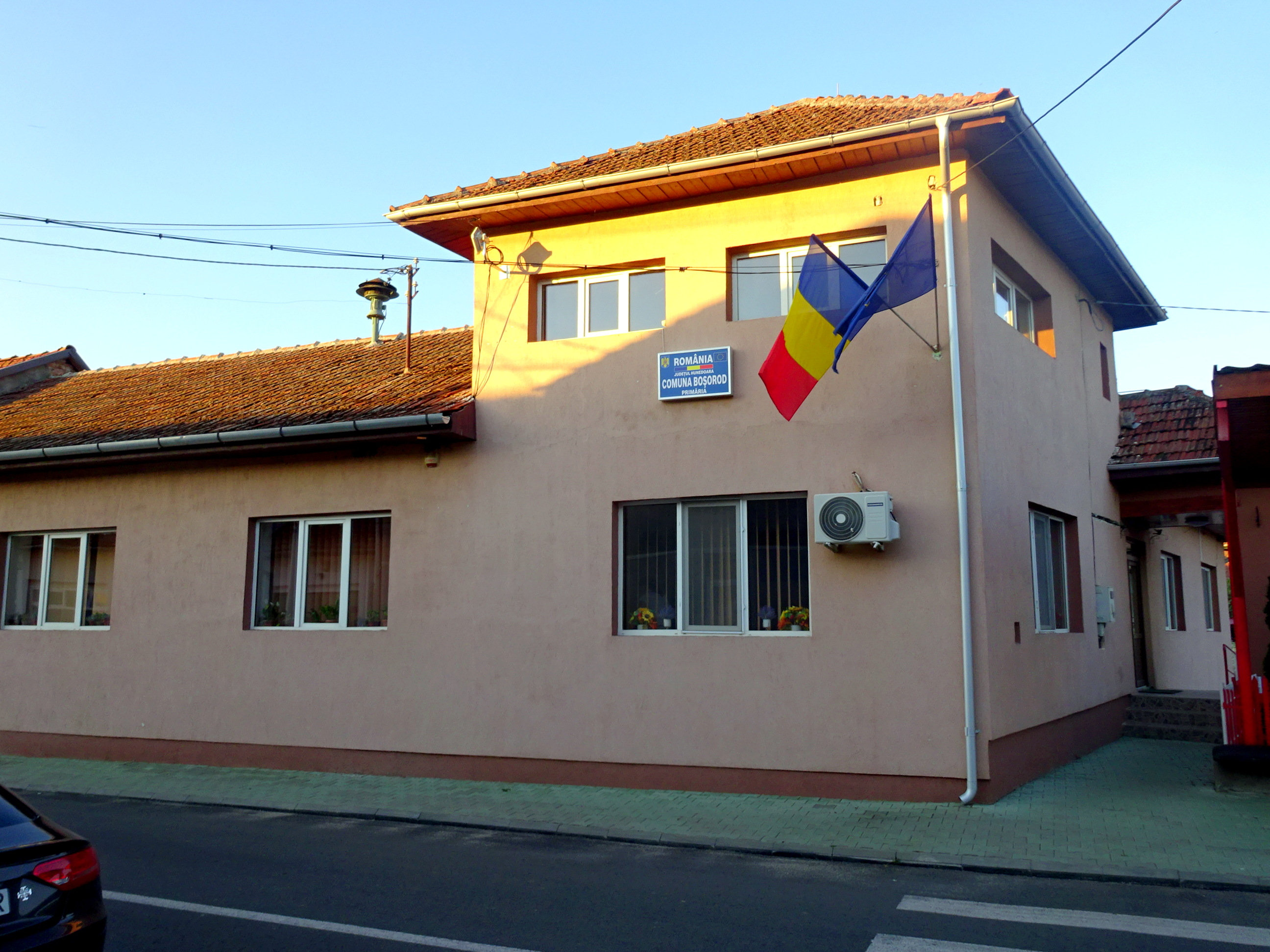
Primăria
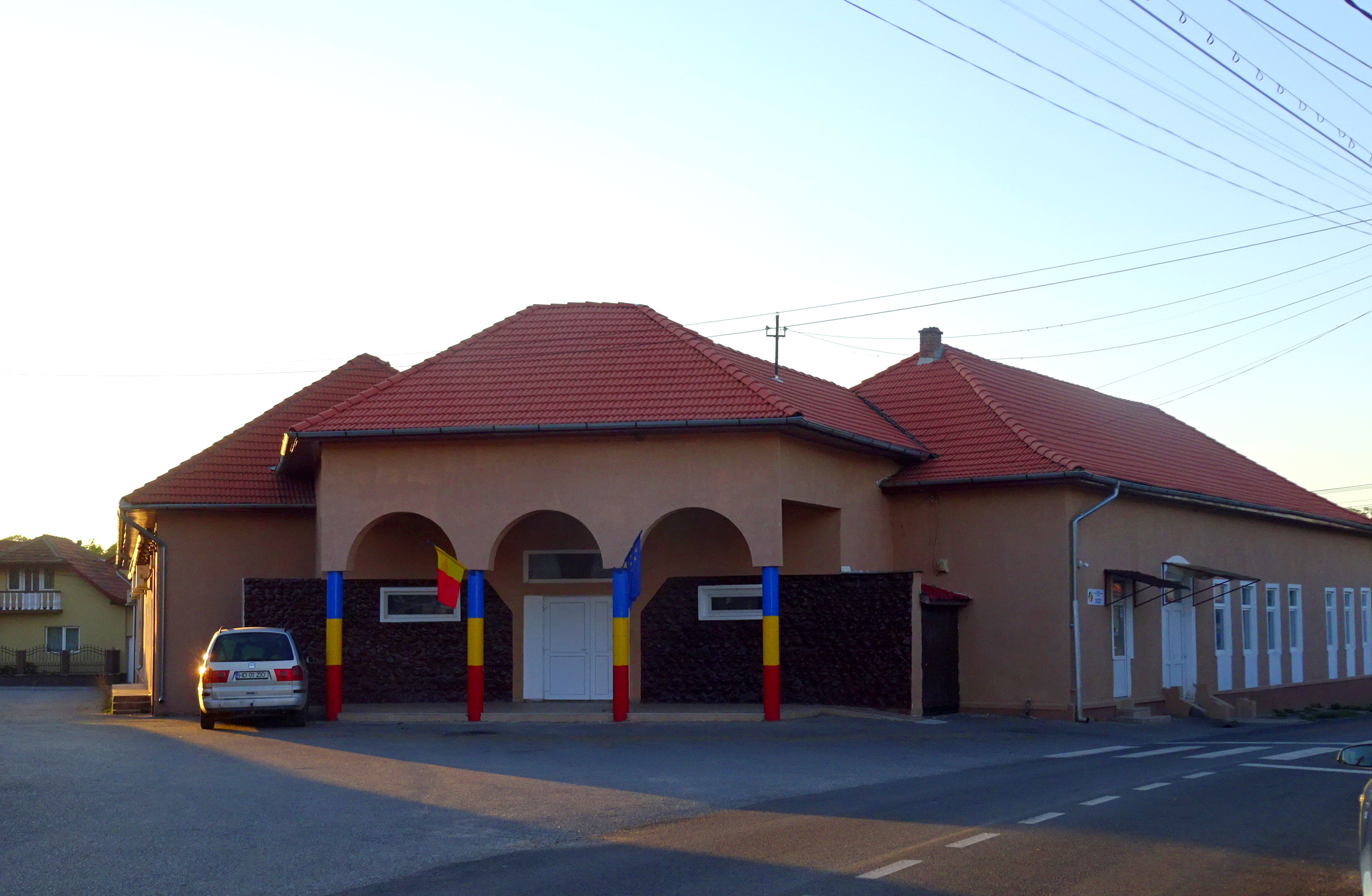
Căminul cultural
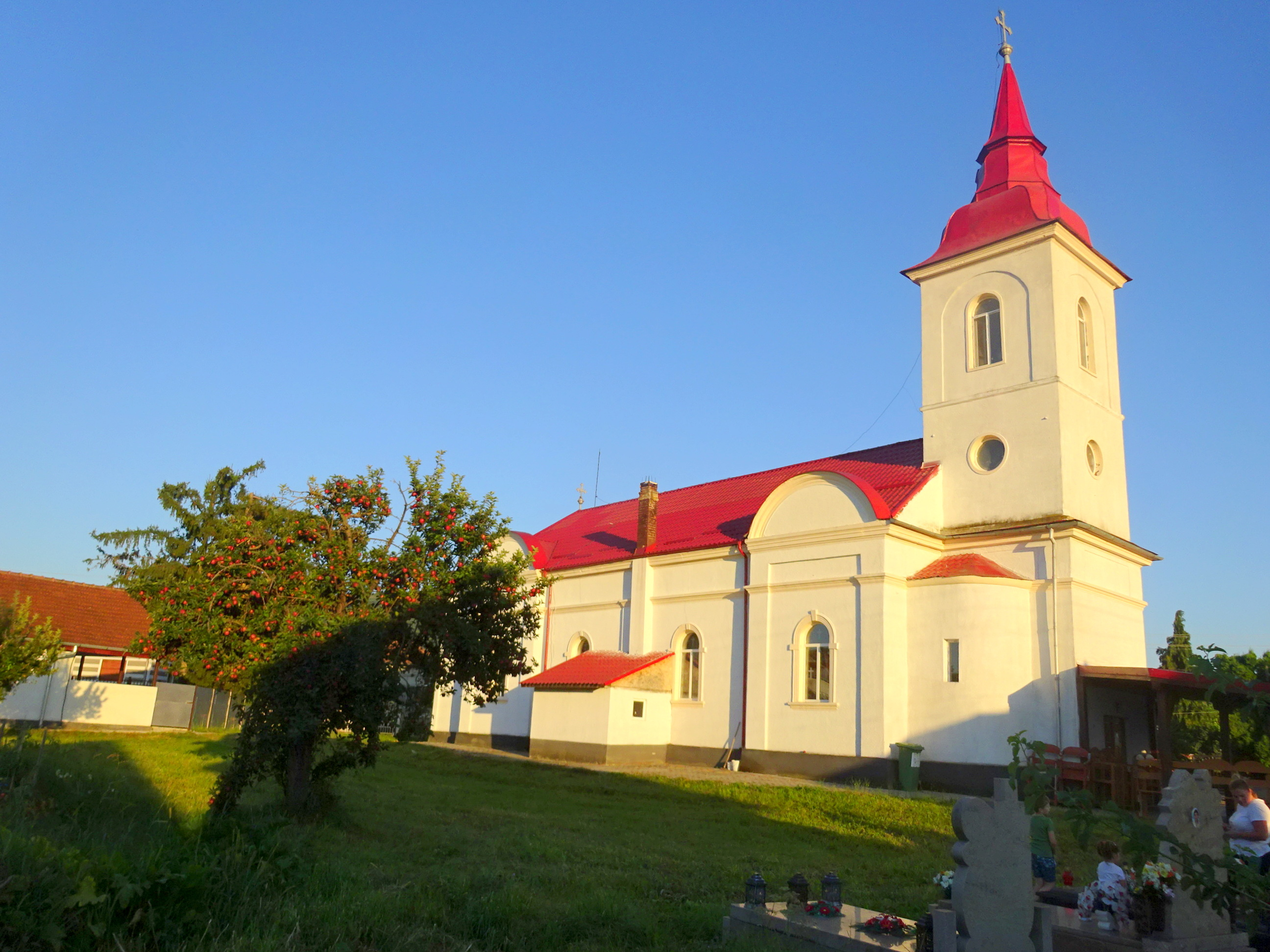
Biserica Adormirea Maicii Domnului din Boșorod (1909-1910)
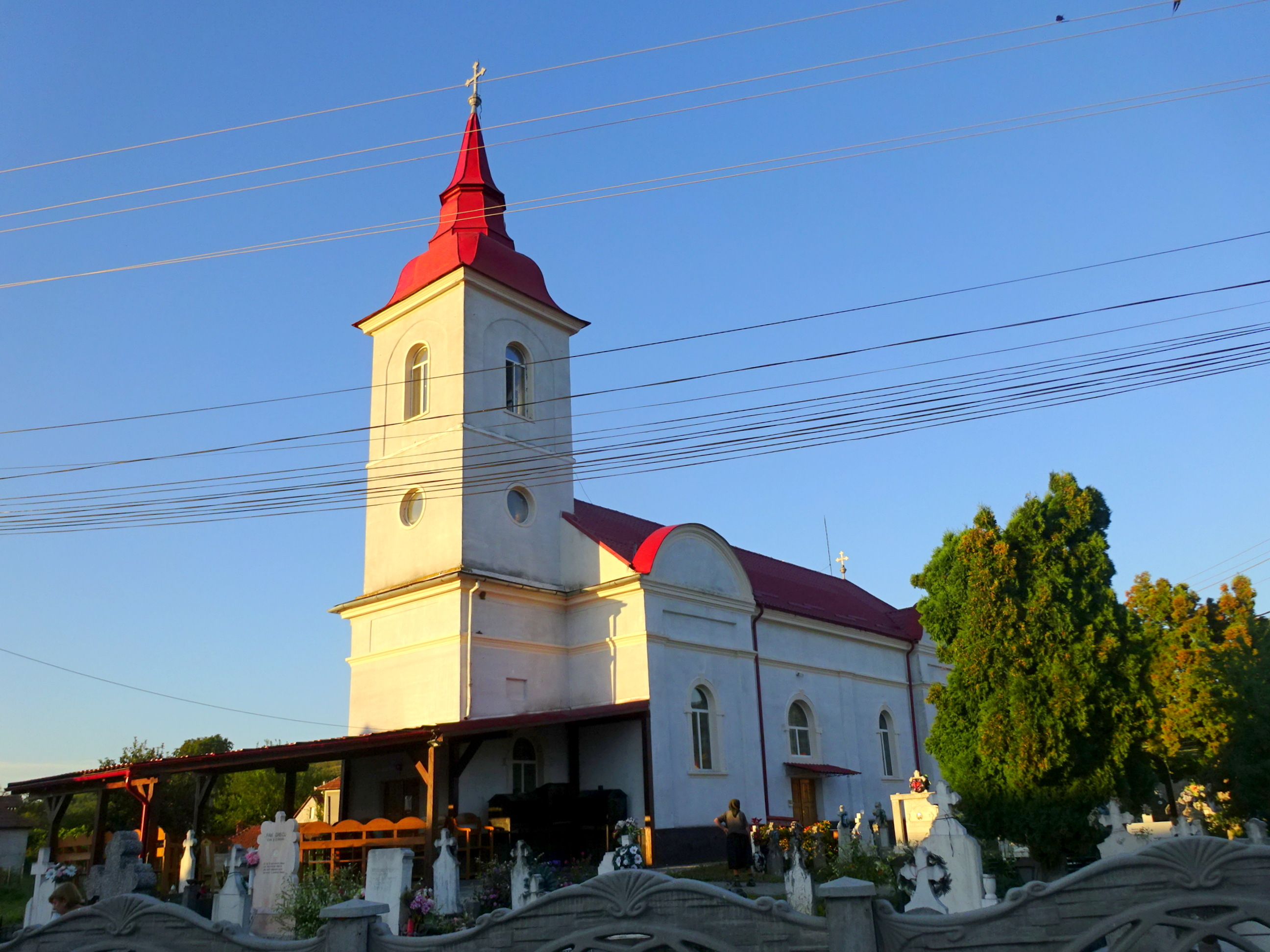
Biserica Adormirea Maicii Domnului din Boșorod (1909-1910)
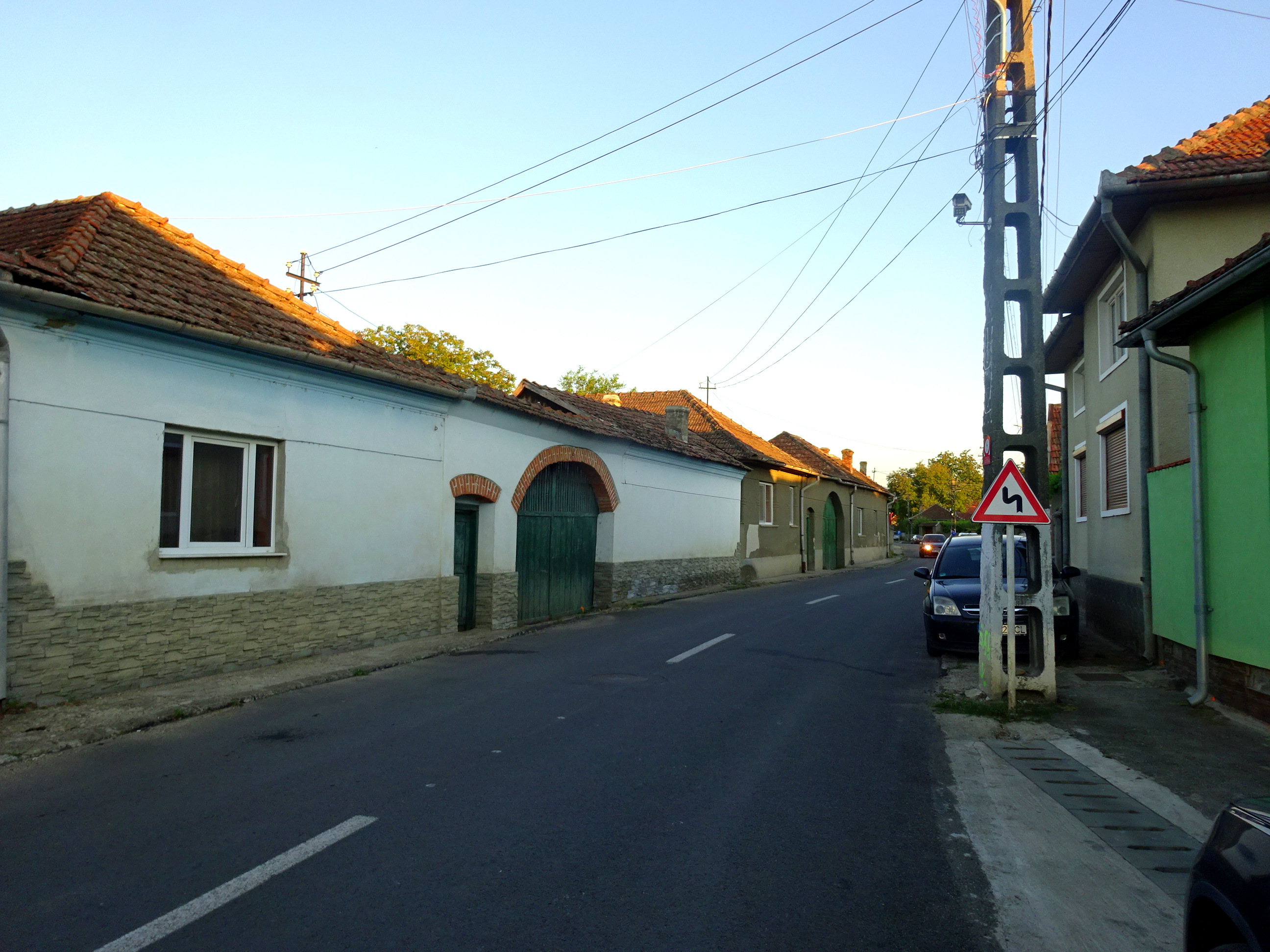
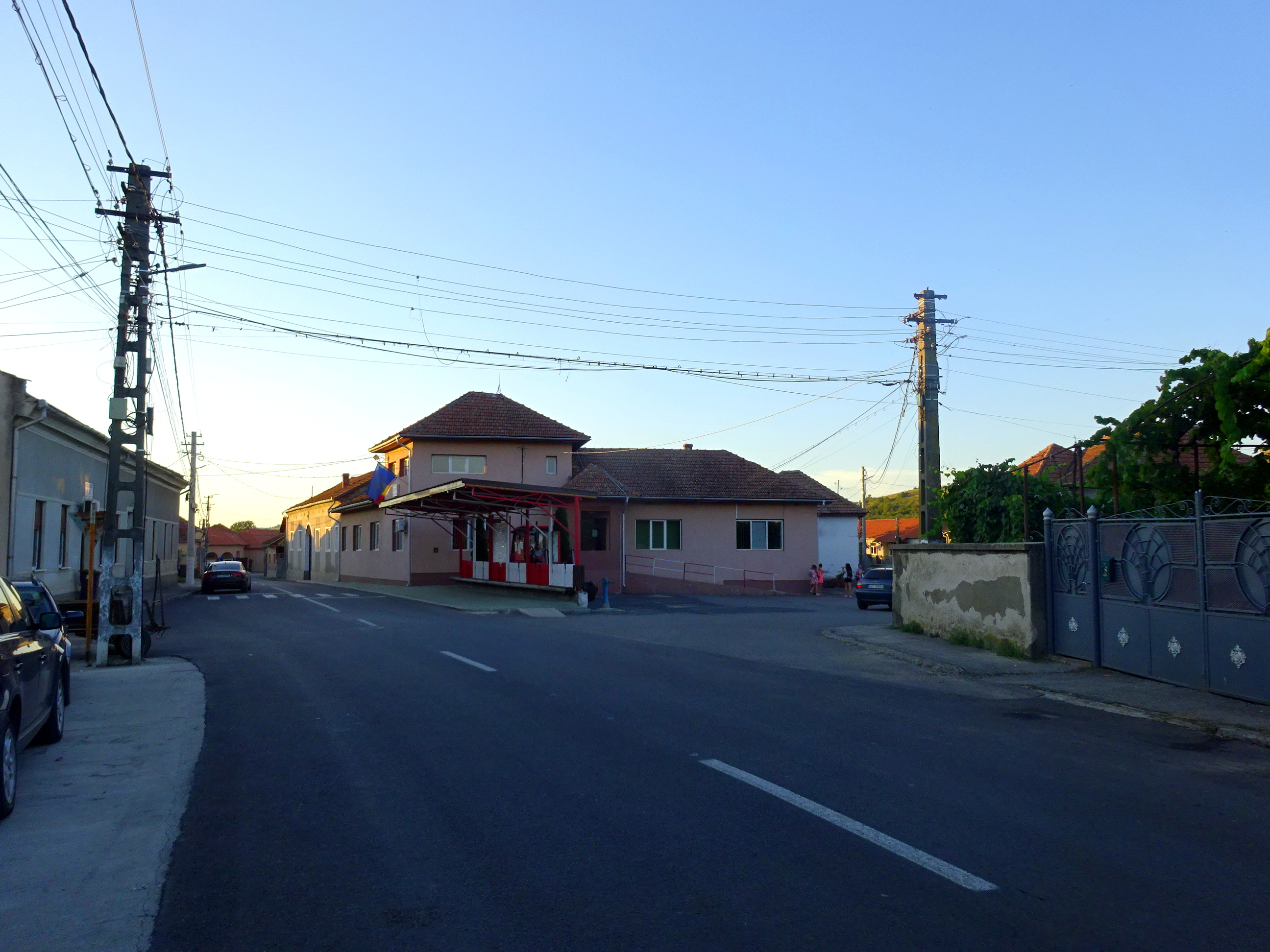
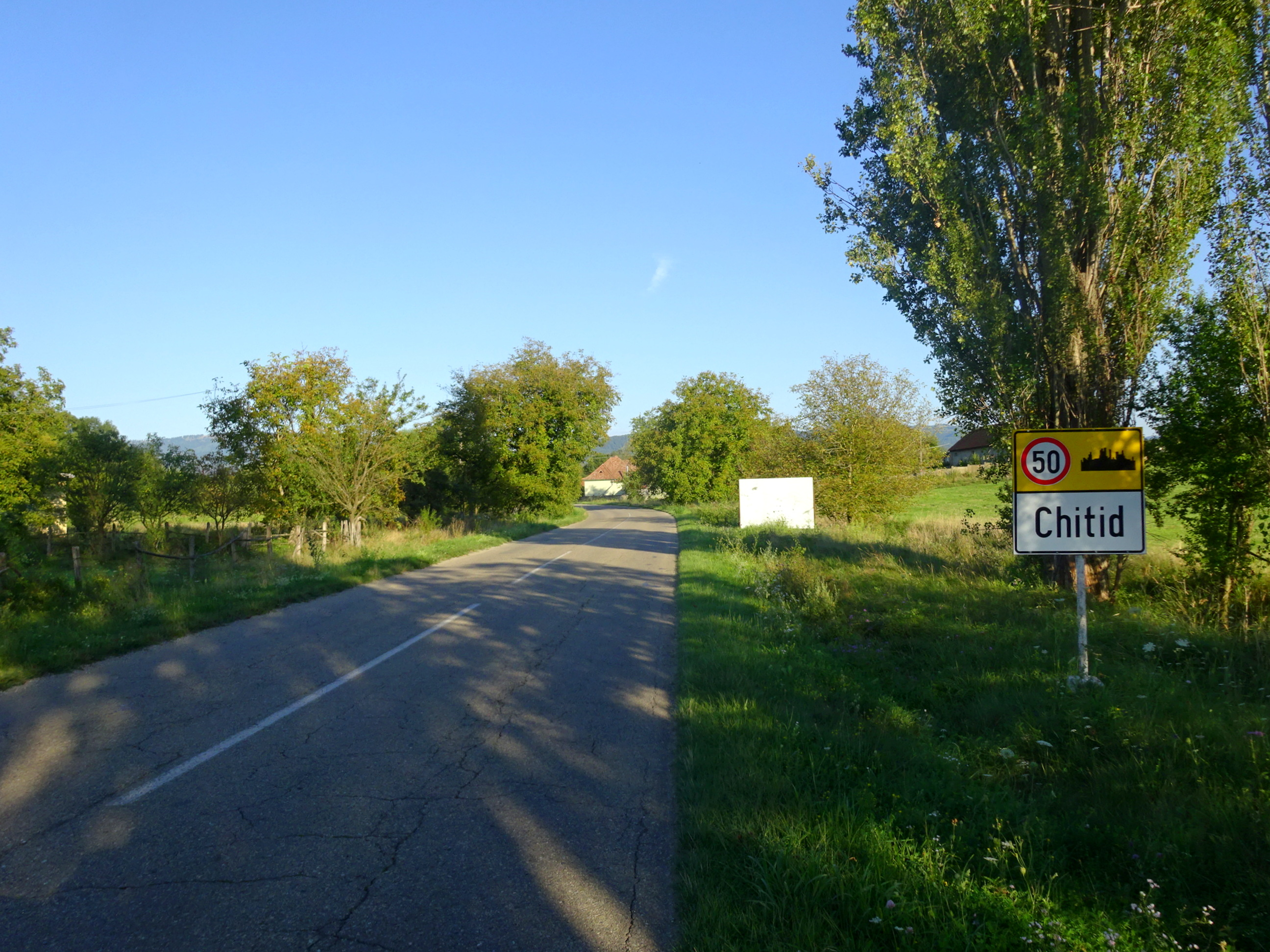
Chitid
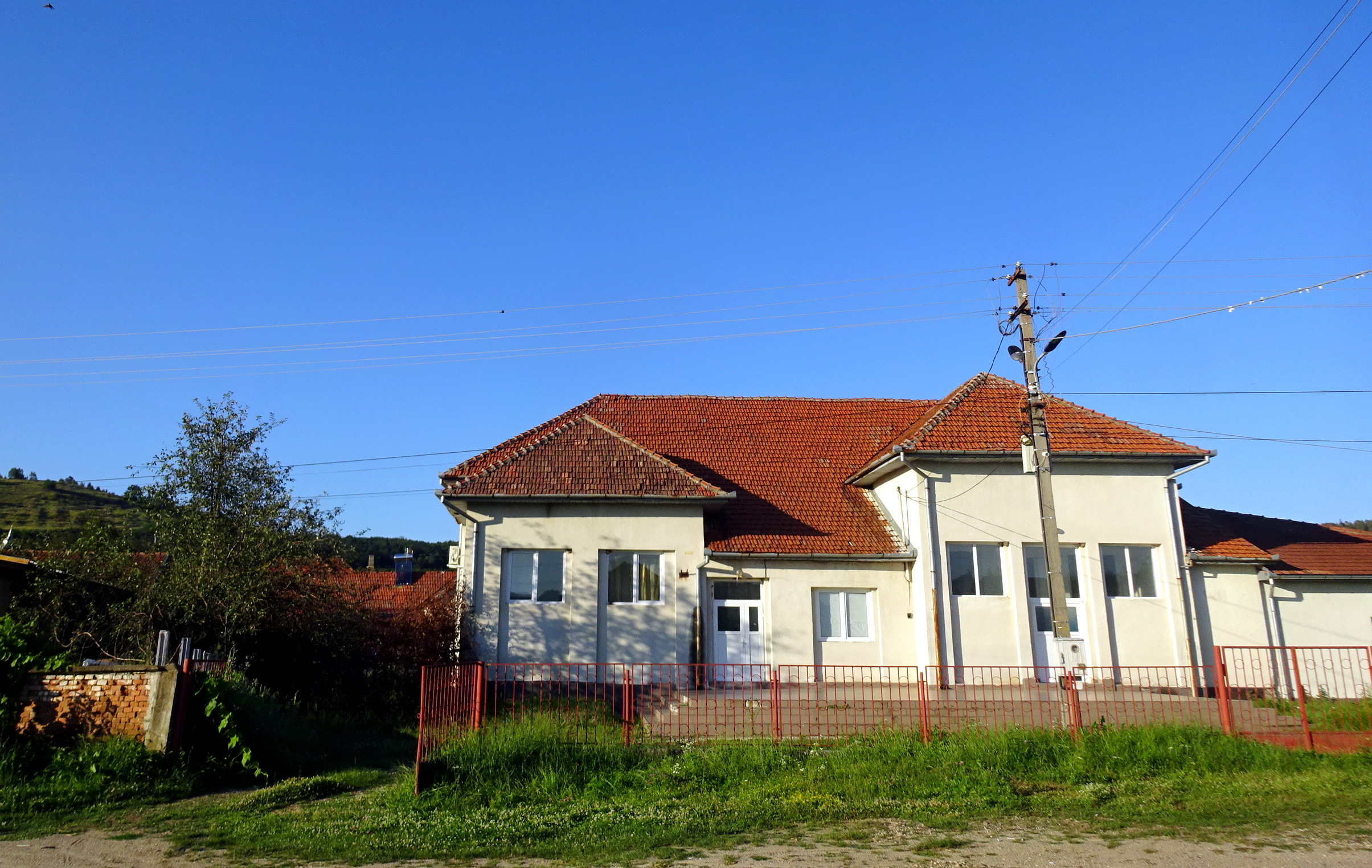
Căminul cultural
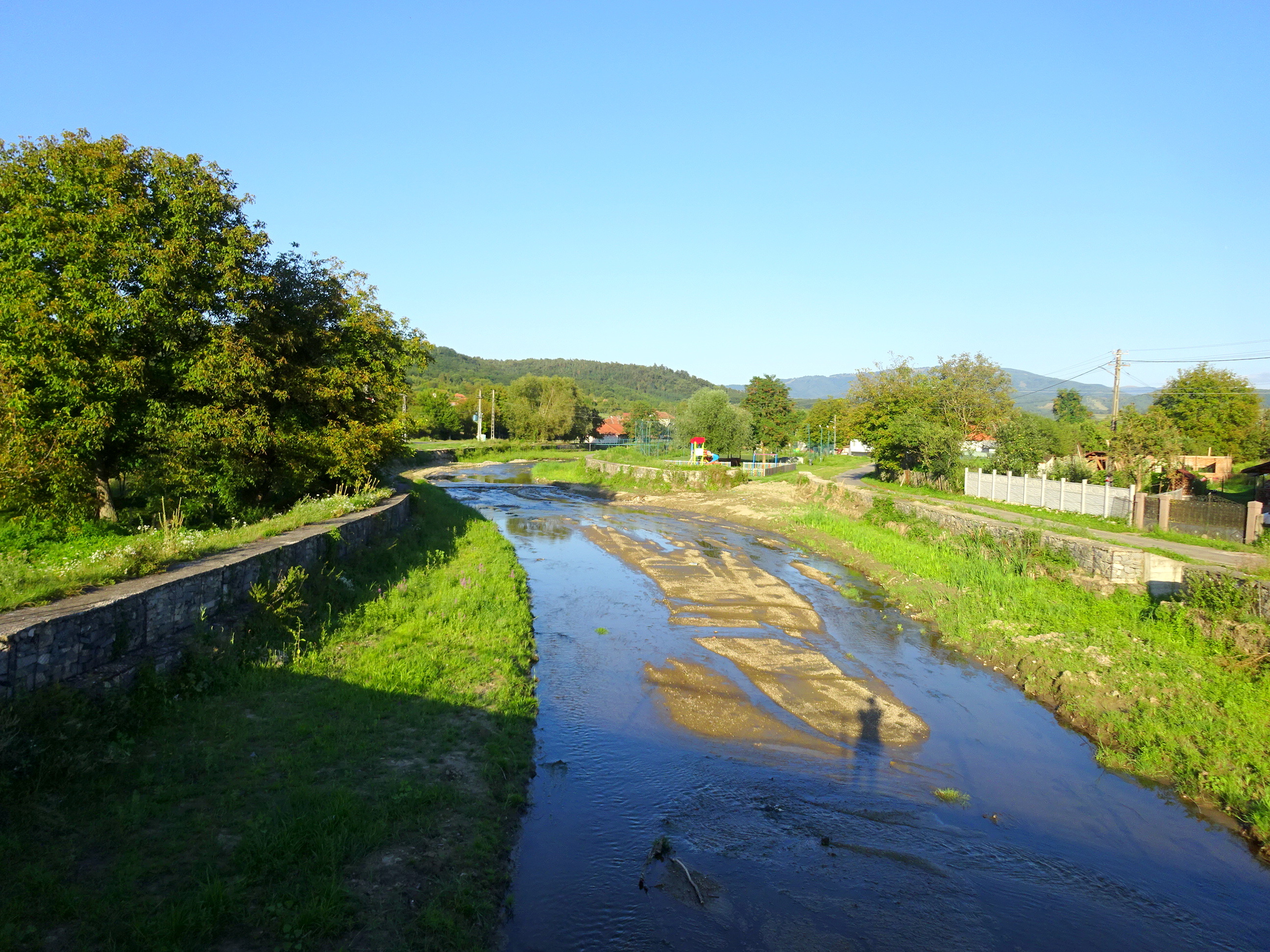
Valea Luncanilor la Chitid
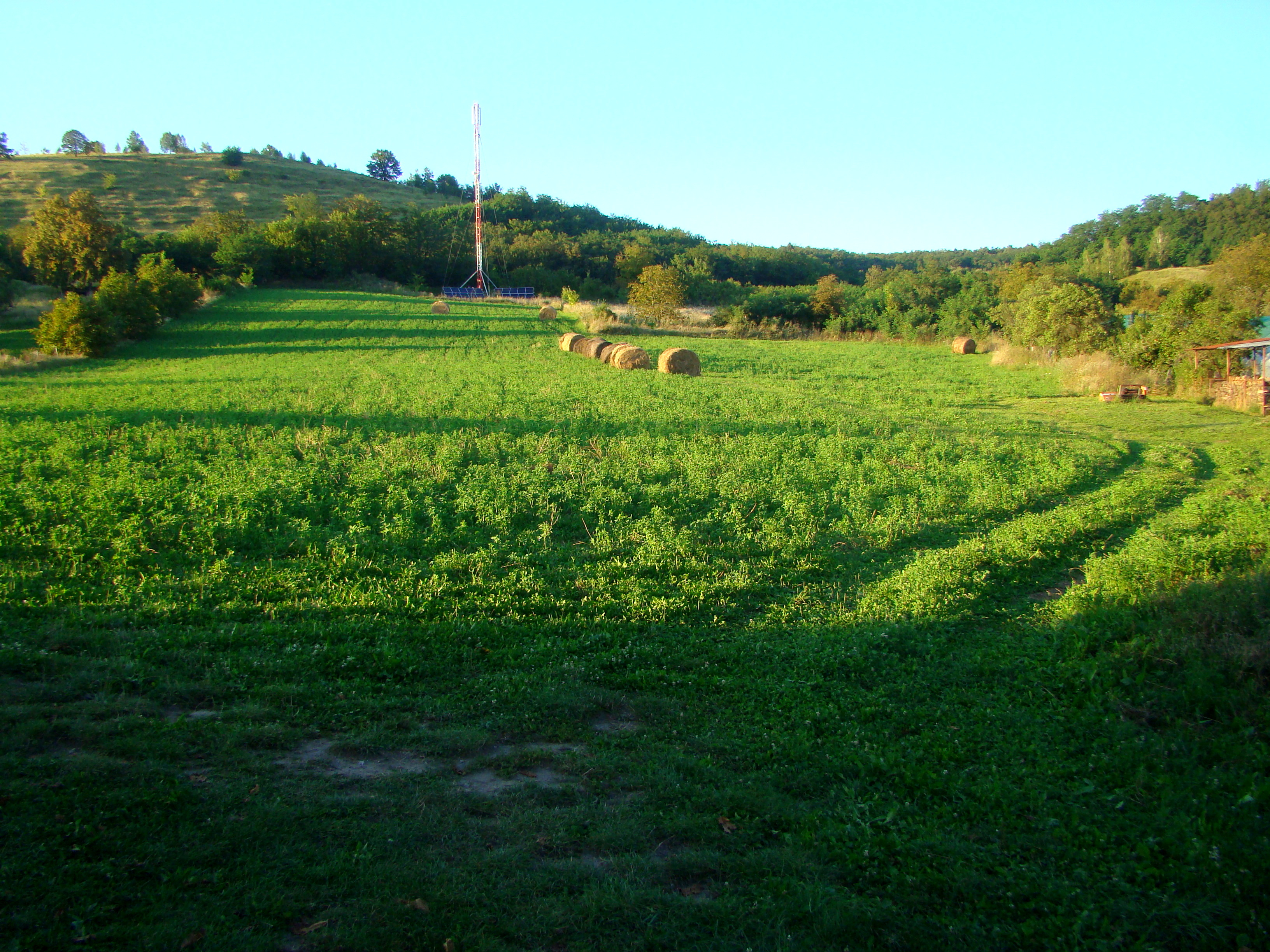
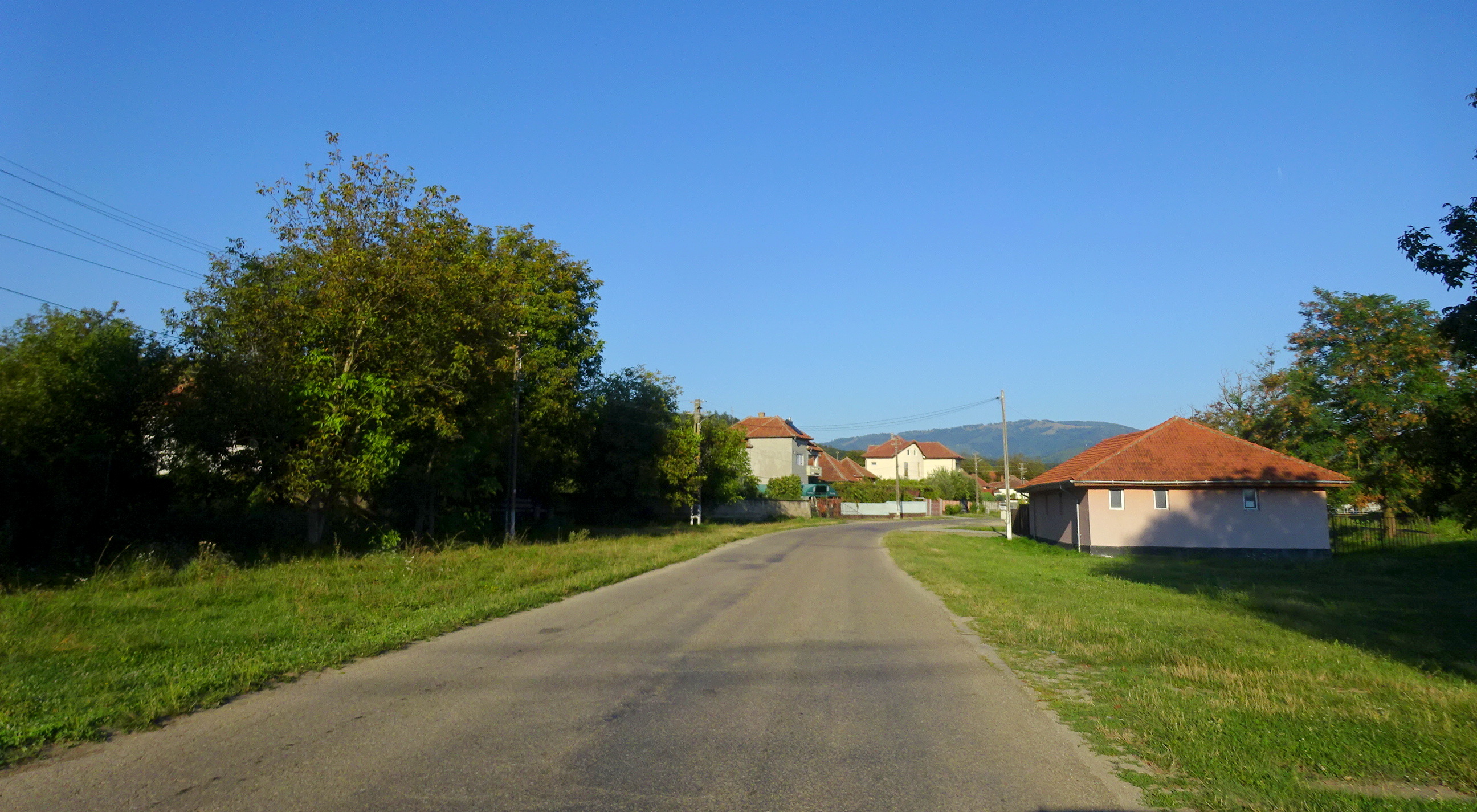
Chitid
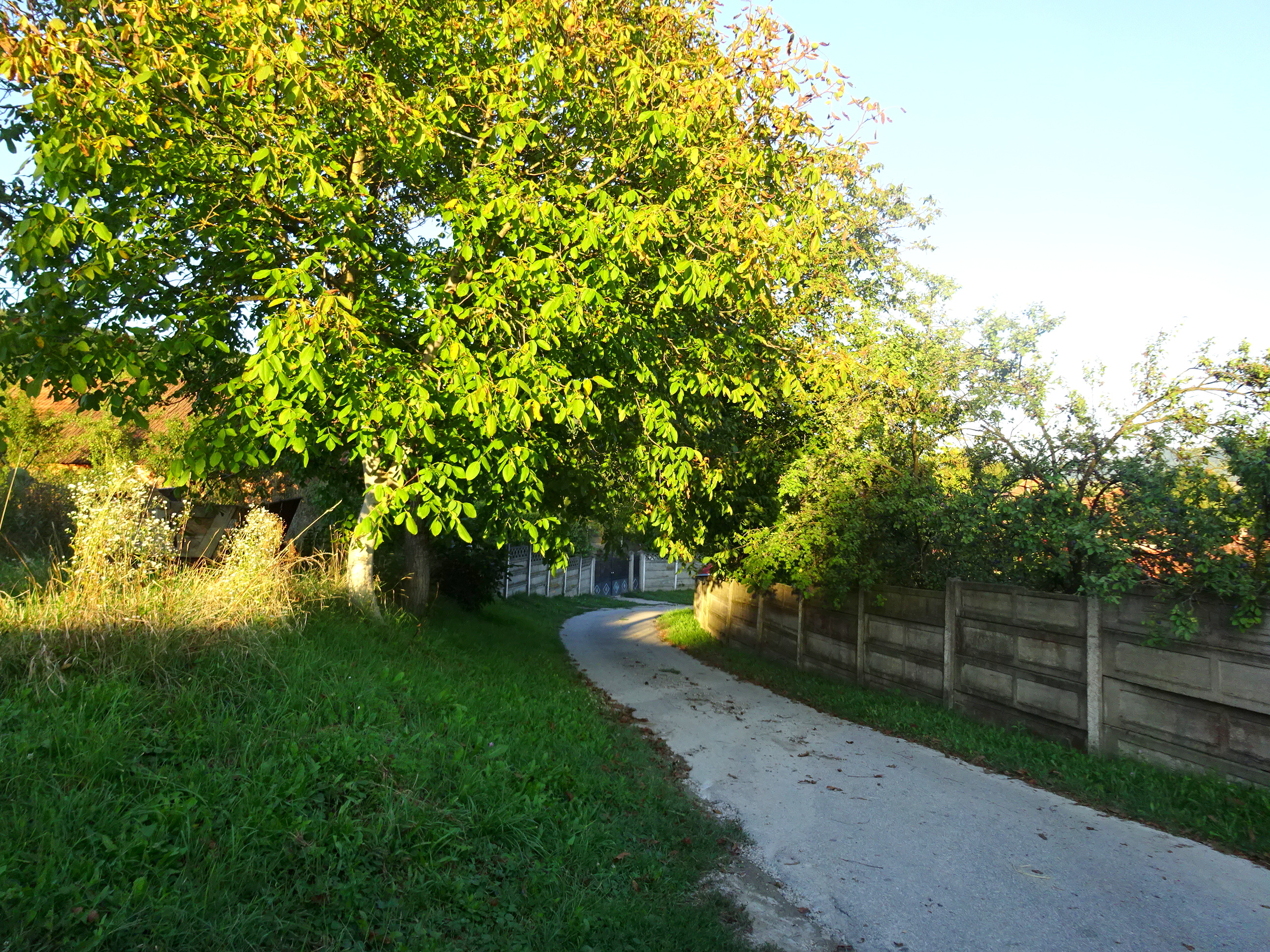
Drumul spre biserică
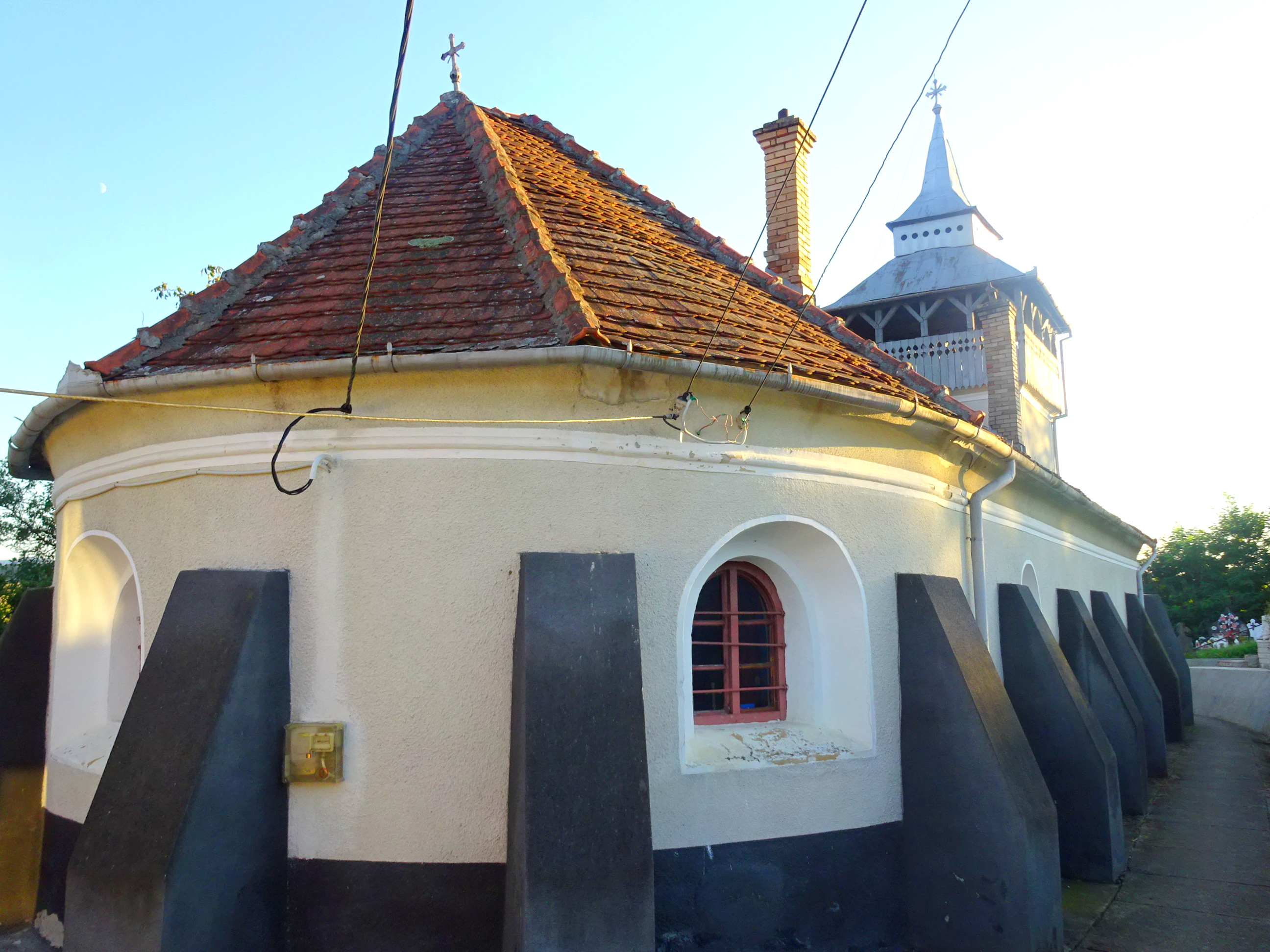
Biserica Adormirea Maicii Domnului din Chitid (monument istoric)
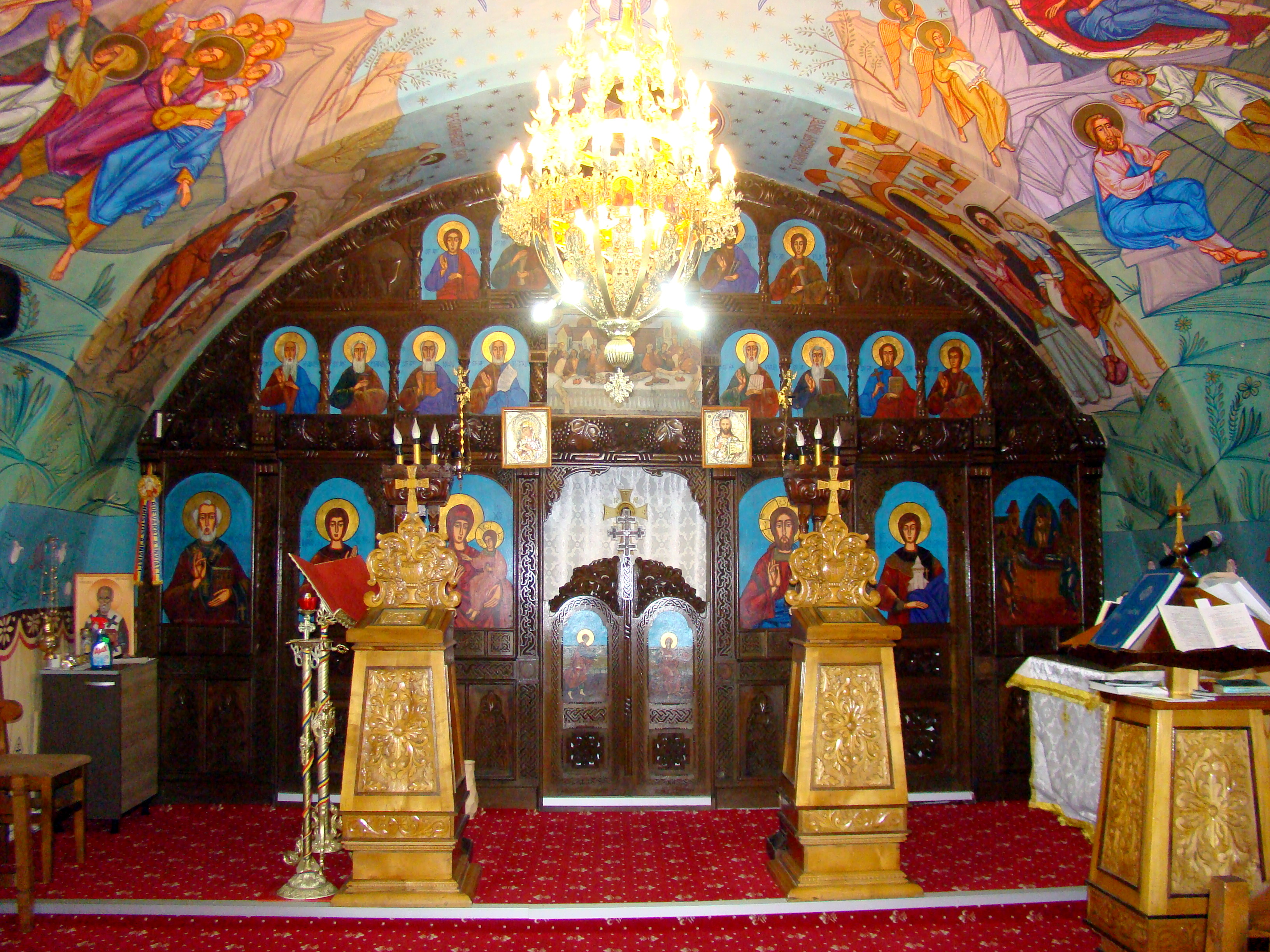
Biserica Adormirea Maicii Domnului din Chitid (monument istoric)